# トルコ国家情報機構
トルコ国家情報機構（トルコ語：Milli İstihbarat Teşkilatı, MİT；略称MIT、英語：National Intelligence Organization）は、トルコの情報機関・保安機関。

## 概要
1925年後半、ケマル・アタテュルク大統領は、近代的な情報機関の創設を指示した。これを受けて、1926年1月6日、当時の参謀総長フェヴズィ・チャクマク元帥の命令により、近代トルコ最初の情報機関、国家保安勤務局（Milli Emniyet Hizmeti Riyaseti；略称MAH）が創設された。1927年1月5日、MAHは、内務省傘下機関とされた。1927年1月6日がMAHの創設日とされている。
1965年7月22日、MAHに基づき、首相直属の国家情報機構が設立された。

## 機構
MIT長官
- 監察局
- 法律顧問室
- MIT訓練センター局
- 会計サービス部門
- 国際関係・総合調整局
- メディア関係顧問局
- 戦略研究部門

情報担当副長官
- 保安情報局
- 防諜局
- 戦略情報局
- 公開資料源部

技術情報担当副長官
- 電子・技術情報局
- コンピュータ・システム局

行政担当副長官
- 人事局
- 行政問題局
- 防衛問題局
- 航空部
- 医療センター

## 歴代長官
- ソンメズ・コクサル Sonmez Koksal （1992年～1998年） - 元外交官、最初の文民
- シェンカル・アタサグン（1998年2月～2005年6月） - 前駐ロンドンMIT代表
- エムレ・タネル Emre Taner （2005年6月～2011年5月） - 前MIT情報担当副長官
- ハカン・フィダン Hakan Fidan (2011年5月～2015年2月[1]、2015年3月～2023年) - MITの元副次官
- イブラヒム・カリン（英語版） İbrahim Kalın（2023年6月[2]～ ）